# احلام مستغانمی

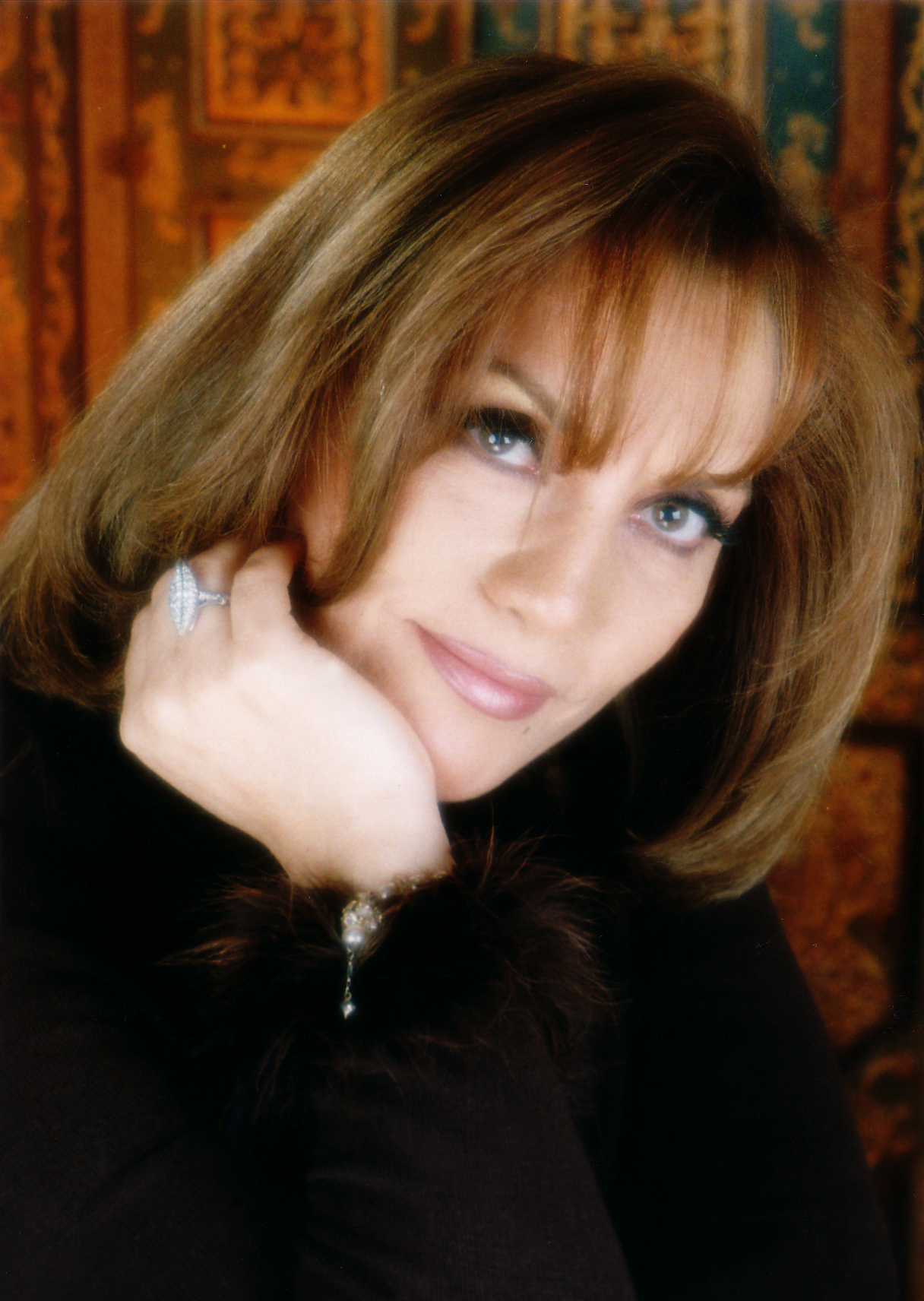

احلام مستغانمی (به عربی: أحلام مستغانمي) زادهٔ قسنطینة، نویسندهٔ برجسته الجزایری و دختر بزرگ رهبر انقلابی الجزایر، محمد الشریف مستغانمی (۱۹۱۸ تا ۱۹۹۲) است و نخستین زن نویسندهٔ کتاب‌های عربی زبان است که نوشته‌های او به انگلیسی ترجمه شده‌است. (آسیه جبار داستان‌نویس سرشناس به زبان فرانسوی کتاب می‌نوشت) نام دو سه‌گانهٔ نخست مستغانمی که به انگلیسی ترجمه شدند عبارت است از: Memory in the Flesh (ذاکرة الجسد، ۱۹۹۳) و Chaos of the Senses (فوضی الحواس، ۱۹۹۷) این نوشته بازتابندهٔ چهرهٔ کشمکش‌ها و سختی‌های الجزایر در راه پیروزی بر استعمار و رسیدن به دوران پسااستعماری بود.

## زندگی
پیش از به دنیا آمدن مستغانمی پدرش پس از شلوغی‌های ۱۹۴۵ به زندان افتاده بود. هنگامی که نبرد الجزایر در ۱۹۵۴ آغاز شد، خانهٔ خانوادهٔ مستغانمی در تونس به مرکز دیدارهای حزب مقاومت تبدیل شده بود. پس از استقلال در ۱۹۶۲، خانوادهٔ مستغانمی به الجزایر بازگشت و احلام به مدرسهٔ دولتی با زبان اول عربی رفت.
در آغاز دههٔ ۱۹۶۰ و پایان ۱۹۷۰ او نخستین زنی بود که نوشته‌ها و چکامه‌های عربی اش از رادیوی ملی پخش می‌شد. پس از بیماری پدرش، این کار وسیله‌ای برای حمایت از خانوادهٔ آن‌ها بود. احلام در سال ۱۹۷۳ مدرک دانش‌آموختگی اش (لیسانس) را در رشتهٔ ادبیات عرب از دانشگاه جامعة الجزائر - بن یوسف بن خدة دریافت کرد و در همان سال نخستین مجموعهٔ شعری اش با نام علی مرفأ الأیام را منتشر کرد.
او در اواخر دههٔ ۱۹۷۰ به پاریس رفت و در سال ۱۹۸۲ توانست مدرک دکتری خود را در رشتهٔ جامعه‌شناسی از دانشگاه سوربن دریافت کند. او با یک روزنامه‌نگار لبنانی ازدواج کرد و به بیروت رفت و در آنجا نخستین داستان بلند خود به نام ذاکرة الجسد را در سال ۱۹۹۳ منتشر کرد. بیش از یک میلیون نسخه از این کتاب در سراسر جامعهٔ عربی به فروش رفت. این داستان بلند پس از آنکه نشان ادبی نجیب محفوظ را در سال ۱۹۹۸ از آن خود کرد، توسط دانشگاه آمریکایی قاهره به انگلیسی برگردانده شد و با نام Memory in the Flesh منتشر شد.
احلام مستغانمی هم‌اکنون با شوهر و سه فرزندش در بیروت پایتخت لبنان زندگی می‌کند.